# بزگوره
بزگوره، روستایی از توابع بخش شاهو شهرستان جوانرود در استان کرمانشاه ایران است.

## جمعیت
این روستا در دهستان قوری‌قلعه قرار دارد و براساس سرشماری مرکز آمار ایران در سال ۱۳۸۵، جمعیت آن ۲۲۴ نفر (۴۹خانوار) بوده‌است.